# Sandhø
Die Sandhø (norwegisch für Sandige Höhen) sind Anhöhen im ostantarktischen Königin-Maud-Land. Sie bilden die Gipfelregion im Zentrum des Conradgebirges in der Orvinfjella.
Entdeckt und aus der Luft fotografiert wurden sie bei der Deutschen Antarktischen Expedition 1938/39 unter der Leitung des Polarforschers Alfred Ritscher. Norwegische Kartographen, die sie auch benannten, kartierten sie anhand von Luftaufnahmen und Vermessungen der Dritten Norwegischen Antarktisexpedition (1956–1960).